# Премія імені Андрія Малишка
Премія імені Андрія Малишка — українська літературна премія, заснована в 1982 році. Носить ім'я українського поета Андрія Малишка.
Присуджується за кращу добірку поезій, опубліковану в журналі «Дніпро», або збірку віршів.
Висунення лауреатів — до 1 жовтня. Присудження премії — до 10 листопада на спільному засідання президії ради НСПУ та редколегії журналу «Дніпро».

## Лауреати
2011 рік: Євген Юхниця
2015 рік: поетеса Наталія Данилюк, прозаїки Юрій Кирик та Максим Кідрук.
Серед лауреатів минулих років: Лариса Недін, Анатолій Матвійчук та Віктор Женченко.